# Tout le monde il est gentil
Tout le monde il est gentil est une émission de télévision en caméra cachée créée par Jean Yanne, présentée par Yves Lecoq, et diffusée du 3 décembre 1989 au 15 avril 1990 sur La Cinq.

## Historique
Yves Lecoq, en maître de cérémonie, nous présente des canulars filmés en caméras cachées par des comédiens. Le but est de mettre la gentillesse des gens à l'épreuve.
L'émission fait débuter notamment Laurent Baffie.

## Comédiens
- Marc Ariche
- Sabine Delouvrier
- Laurent Baffie
- Jacky Nercessian